# Robert Miles
Robert Miles, född Roberto Concina den 3 november 1969 i Fleurier i Neuchâtel, död 9 maj 2017 på Ibiza, var en schweiziskfödd italiensk musiker och DJ inom bland annat trance, house och andra typer av elektronisk musik. Miles är mest känd för den framgångsrika dreamtrancelåten "Children", som sålde i över 5 miljoner exemplar och var en av 1996 års mest sålda musiksinglar i världen. En annan känd låt som han gjorde var "One and One" med Maria Nayler.

## Biografi
Miles hade som ung en fobi för instrument och det var motvilligt som han till slut satte sig vid familjens piano. Intresset växte sig allt mer för musiken och han hoppade av skolan som sjuttonåring och startade en mindre, privat radiostation där han spelade sin ihopmixade musik. Hans idoler var artister som Kraftwerk, Brian Eno och Future Sound of London. Han började även få spelningar på riktiga klubbar i Italien. Det var house och techno som han spelade, eftersom trance knappt fanns vid den här tiden. Han byggde också en mindre studio i hemmet där han började skriva musikstycken som inte nådde någon högre nivå. När hans pappa återvände från det dåvarande kriget i Bosnien och Hercegovina berättade han för Robert om krigets elände, och det fruktansvärda dödandet av oskyldiga barn. Det berörde honom mycket och han ville ha utlopp för sina känslor genom musiken. Det slutade i låten "Children", som är tillägnad barnen i Bosnien och Hercegovina. När han sedan hade en spelning, ville han prova sin nya låt på publiken. Det uttrycker han själv så här: 
| ”               | Dagen efter öppnade jag med "Children", och jag kände mig både nervös och upprymd. DJ:en före mig hade spelat en tung låt, och att förstöra den röjiga stämningen med en melodisk låt med ett ganska långt intro kunde ha tömt dansgolvet direkt. Folk stannade upp och blickarna blev frånvarande. Jag kände att blodet stelnade i kroppen och sänkte blicken i rädsla. Låten närmade sig klimax och jag lyfte blicken och såg ett hav av händer i luften. Alla hade stora leenden i ansiktet. En tårögd tjej kom fram till mig och utbrast ’Vad är det här för musik!?’, och jag kommer aldrig glömma det ögonblicket då jag insåg att mina känslor kunde förmedlas genom musiken. Min dröm hade gått i uppfyllelse. | „ |
| – Robert Miles, | |   |

Låten började genast spelas av DJ:s världen över, och nådde snart till den stora engelska radiostationen Radio 1. De vägrade dock spela den eftersom den var instrumental, något som inte ansågs ha i kommersiell radio att göra. Till slut hamnade den dock i deras låtlista efter mängder av påtryckningar från Englands klubbscener. På nolltid spelades den på radiostationer över hela världen. "Children" blev listetta i arton länder och öppnade till stor del dörren för chillout-musik.
Debutalbumet Dreamland, som också innehöll singlarna "Fable" och "One and One", blev en jättesuccé och sålde guld (12) och platina (16 stycken) i 21 länder.

Eftersom Miles sedan barnsben varit en ganska skygg och tillbakadragen person blev det för mycket för honom med ständiga radio- och TV-intervjuer och andra framträdanden. Han flyttade till London och isolerade sig i stort sett från omvärlden och koncentrerade sig på uppföljaren till Dreamland, 23 am. 
| ”               | 23 am skulle vara ett konceptalbum. Ett personligt album som skulle reflektera och beskriva en livscykel för en vanlig människa, från födelse till död. Jag ville bara fly från alla som störde mig och få ett normalt liv igen, känslan att få vara fri. 23 am beskriver mina känslor. | „ |
| – Robert Miles, | |   |

Skivan floppade dock ganska rejält, till stor del beroende på Miles vägran till intervjuer och TV-framträdanden. Dessutom kom han på kant med sitt skivbolag angående marknadsföringen och innehållet på skivan. Miles kände sig inte fri att skapa den musik han själv ville och bröt upp med skivbolaget.
Efter att rest världen runt som DJ återvände Miles till London år 2000 med mängder av musikalisk inspiration. Han flyttade sin studio till en isolerad by på ön Ibiza för att försöka få ihop alla erfarenheter till ett album. Det slutade med Organik, ett ganska mörkt och experimentellt album som inget skivbolag ville ge ut. Därför skapade han ett eget, S:alt Records (akronym för 'Suitably Alternative').
2004 års Miles_Gurtu, är ett samarbete med den indiske jazzpionjären Trilok Gurtu och visar tydligt att Robert Miles inte är rädd för att gå sina egna vägar. Albumet är en sällsynt blandning av jazz, triphop, ambient, världs- och traditionell musik.
Hans femte album med titeln Th1rt3en släpptes på S:alt Records i februari 2011 med gästspel av bland annat Robert Fripp. Detta album är en blandning av alternativ och progressiv rock med ambienta och elektroniska ljudlandskap.
Han avled den 9 maj 2017 i cancer.

## Diskografi

### Album
- 1996 - Dreamland
- 1997 - 23am
- 2001 - Organik
- 2004 - Miles Gurtu
- 2011 - Th1rt3en

### Remixalbum
- 1997 In the Mix
- 1997 Renaissance Worldwide — London (med Dave Seaman)
- 2002 Organik Remixes
- 2011 Th1rt3en Remixes

### Singlar
- 1995 "Soundtracks EP"
- 1995 "Red Zone"
- 1995 "Children" (UK #2, US #21)
- 1996 "Fable" (med Fiorella Quinn) (UK #7)
- 1996 "One and One" (med Maria Nayler) (UK #3, US #54)
- 1997 "Freedom" (med Kathy Sledge) (UK #15)
- 1998 "Full Moon" (med Nancy Danino)
- 1998 "Everyday Life" (med Nancy Danino)
- 2001 "Paths" (med Nina Miranda) (UK #74)
- 2002 "Improvisations: Part 2"
- 2002 "Connections/Separations"
- 2002 "Organik Remixes"
- 2002 "Pour Te Parler (Remixes)"
- 2011 "Th1rt3en EP (Remixes)"
- 2011 "Miniature World"
- 2011 "Voices from a Submerged Sea"